# Asingaborg (Ulrum)
De Asingaborg was een borg bij het Groningse dorp Ulrum, waarschijnlijk gebouwd rond het begin van de 15e eeuw. De eerste vermelding van de toenmalige heerd dateert uit 1426. In 1809 is de borg afgebroken.

## Geschiedenis
De heerd werd niet vermeld onder de edele heerden van Ulrum, maar moet ten tijde van de eerste vermelding in 1426 reeds lang bestaan hebben. In 1426 keurde een vertegenwoordiger van de bisschop van Münster een schenking goed van de Mensemaheerd op De Hucht bij Ulrum, 26 jukken groot, door Abel Asinga en zijn vrouw Bauwe Heemstra. Zij schonken deze heerd aan een prebende ten behoeve van het Maria-altaar in de kerk van Ulrum. Deze prebende werd opgericht door de voorouders van Abel, de zogenaamde Asingamannen. Het collatierecht van deze prebende bleef aan de Asingaheerd toebehoren, welke ook aangeduid werd als 'castrum'. Hetgeen duidt op de versterkte aard van het huis; een steenhuis of borg. Dit echtpaar kan echter worden geïdentificeerd als Abel Tamminga en Bauwe Onsta van de nabijgelegen Tammingaborg te Hornhuizen. In het archief van de familie Lewe, eigenaren van de Asingaborg, werden Abel en Bauwe van een alias voorzien om enige connectie met de concurrerende Tammingaborg weg te vagen. Vervalste genealogiën van de familie Lewe vermelden Albert Lewe, vrijheer van Ulrum in 1198, als stamvader van het geslacht en laten 100-jarigen een gezin stichten. Vooral Johan Lewe tot Asinga (ca. 1555-1615) is bekend als vervalser van oorkonden die de borg meer allure te geven dan deze in werkelijkheid had. Dit maakt de naam Asinga echter niet tot een verzonnen naam. Op de klok van de kerk van Ulrum uit 1478 wordt ene Galo Asinga genoemd, die in dat jaar kerkvoogd was te Ulrum. 

### Lewe
De borg bleef tot 1504 in het bezit van de familie Asinga. De broers Eyse en Wygert Asega traden op als voogden van de kinderen van hun overleden broer Sywert. Zij verkochten de Asegenheerd aan Jacob Hillebrandes, inclusief huis, heem, heerlijkheden en landerijen ter grootte van 68 jukken. De heerd werd destijds gebruikt door een meier. Hillebrandes droeg Asinga in 1516 over aan Frouwe Lewens. In 1520 verkocht zij de borg alweer met haar zoon, Reynt Huynge, aan Geert Lewe en zijn vrouw Hille de Mepsche. Geert was een zoon van Herman Lewe en Bawe Tamminga en daarmee maakte hij ook aanspraak op de eerdergenoemde Tammingaborg. Daarnaast verpachtten de kameraar en het kapittel van het bisdom Münster in 1523 de tienden aan Lewe van het westelijk deel van De Marne, te weten: Hornhuizen, Vierhuizen, Niekerk, Vliedorp en Ulrum. Hoewel deze tienden voorheen toebehoorden aan Tamminga, gingen ze nu over naar de Lewes van Asinga en bleven zij tot 1795 van kracht. Er werd jaarlijks belasting geheven over alle melkgevende of drachtige koeien en schapen uit de weltplege. Deze weltplege behelsde de verplichting tot het onthalen van de heffers van de belasting met een uitgebreide maaltijd. Als hoofdeling te Tamminga verkreeg Lewe in 1530 eveneens rechten op de eilanden Busch, Hefzand en Sijmenszand van de abt van Aduard.
In 1551 verhuurde Lewe aan Nese toe Leermens ongeveer 100 jukken land. Zij zou hierbij 30 koeien van hem kopen, twee wagens, een ploeg en een eg. Ook moest zij de dijken onderhouden en borg betalen voor het schathuis en de kooltuin. Twee jaar later werd een contract gesloten met een andere meier. Na het overlijden van Geert Lewe rond 1561 kwam Asinga in het bezit van zijn zoon Evert. Evert trouwde in 1562 met Wilhelmina Mulert. Hij overleed rond 1569 en kort daarop ook zijn zoon Geert. Daarmee verviel de borg aan de tante van Evert, Anna Lewe. Zij trouwde in 1586 met Johan Lewe van Peize. Met dit huwelijk bleef Asinga in het bezit van de familie. Johan zat van 1590 tot 1594 in de gemeenteraad van Groningen of was burgemeester. Lewe stond dus aan Spaanse zijde, maar zwoer in 1594 trouw aan het nieuwe bewind. Sindsdien zal hij op Asinga gewoond hebben, ook na vererving van het Huis ter Hansouwe van zijn zuster Oede. In 1589 verhuurden Johan en Anna Lewe de Asinghaheerd voor drie jaar. Hierbij hoorde 52,5 juk land en het schathuis, maar over de borg zelf wordt niet gesproken. In 1609-1610 werd het schathuis en toebehoren verkocht aan Wipko Claessen voor 2000 emder gulden, hij kreeg hierbij 61 jukken land in de huur. Claessen betaalde de huur niet en dus nam de heer van Asinga het schathuis en het land zelf in gebruik. Bij Asinga hoorden inmiddels: collatierechten, een minderheidsdeel van het redgerrecht van Ulrum (Lewe had door vervalsingen aannemelijk geprobeerd te maken dat dit een staand recht was), Vliedorp, Niekerk en Houw, een staande schepperij over Houwerzijl en het dijkrecht. Lewe verkreeg door een ruil met Caspar van der Wenge (waarvoor hij oorkonden vervalste) eveneens het redgerrecht van Leens en Zuurdijk. Lewe overleed in 1616. In 1628 verkreeg Anna nog de borg Panser bij Vierhuizen. Zij overleed in 1630, maar in datzelfde jaar schonk zij nog een klok aan de kerk van Vierhuizen. Hun zoon Evert Lewe erfde Huis ter Hansouwe van zijn vader en Asinga en Panser van zijn moeder. In 1618 trouwde hij met Anna Coenders, de erfdochter van de borg Ewsum bij Middelstum. Zij overleed in 1628 en Evert in 1641. Bij de boedelscheiding van 1648 vervielen Asinga en Panser aan hun zoon Abel Coenders Lewe. Hij trouwde in 1647 trouwde met Elisabeth Hooftman. In 1659 lieten zij Asinga vervangen door een nieuw gebouw met een brede gracht, tuinen en singels. De kosten van deze verbouwing bedroegen ƒ 25.000. Abel overleed in 1664 en zijn vrouw in 1686. Hun zoon Evert kwam vervolgens in het bezit van Asinga en hun dochter Anna verkreeg Panser.

### Von Inn- und Kniphausen

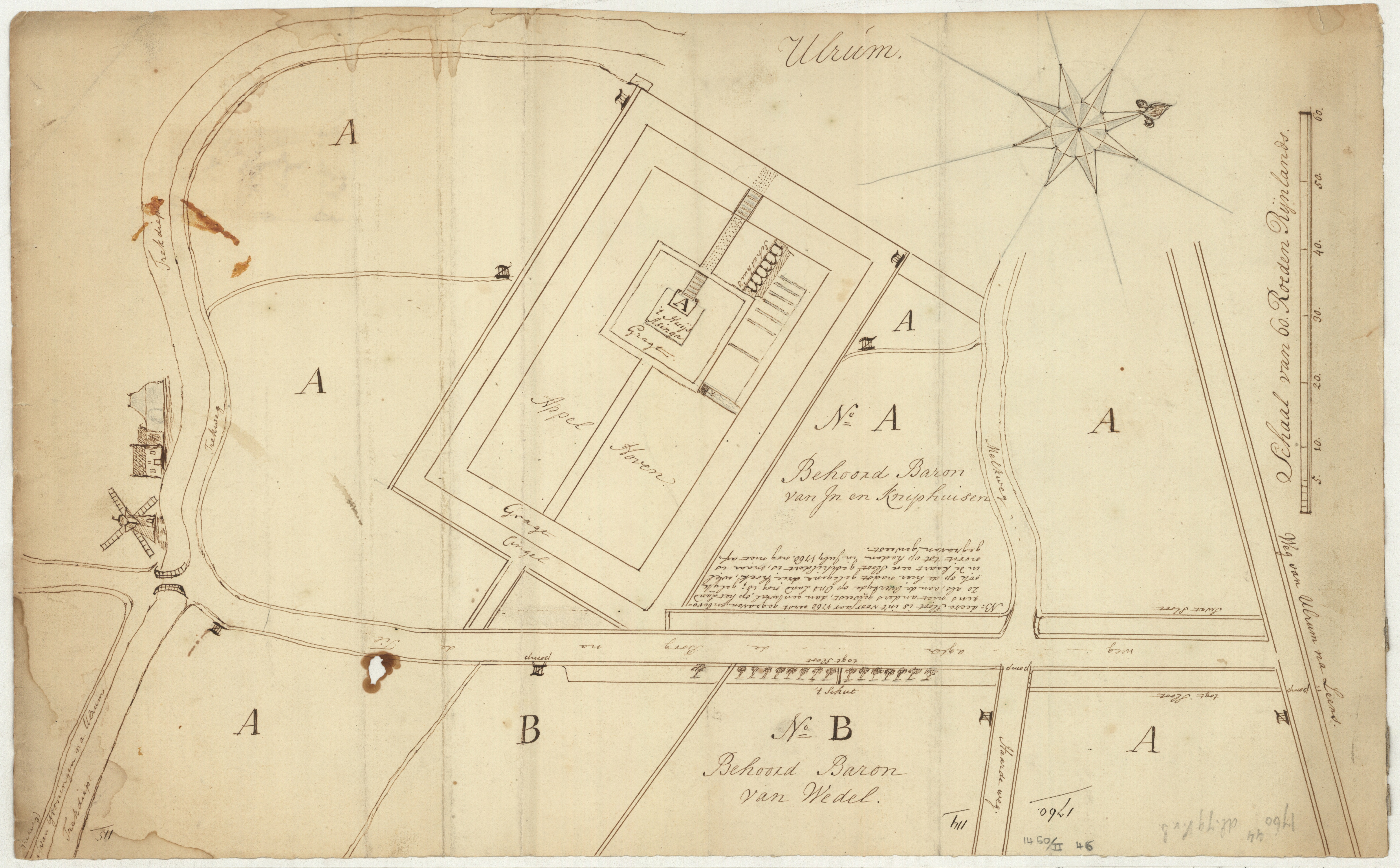
Het borgterrein van Asinga in 1760

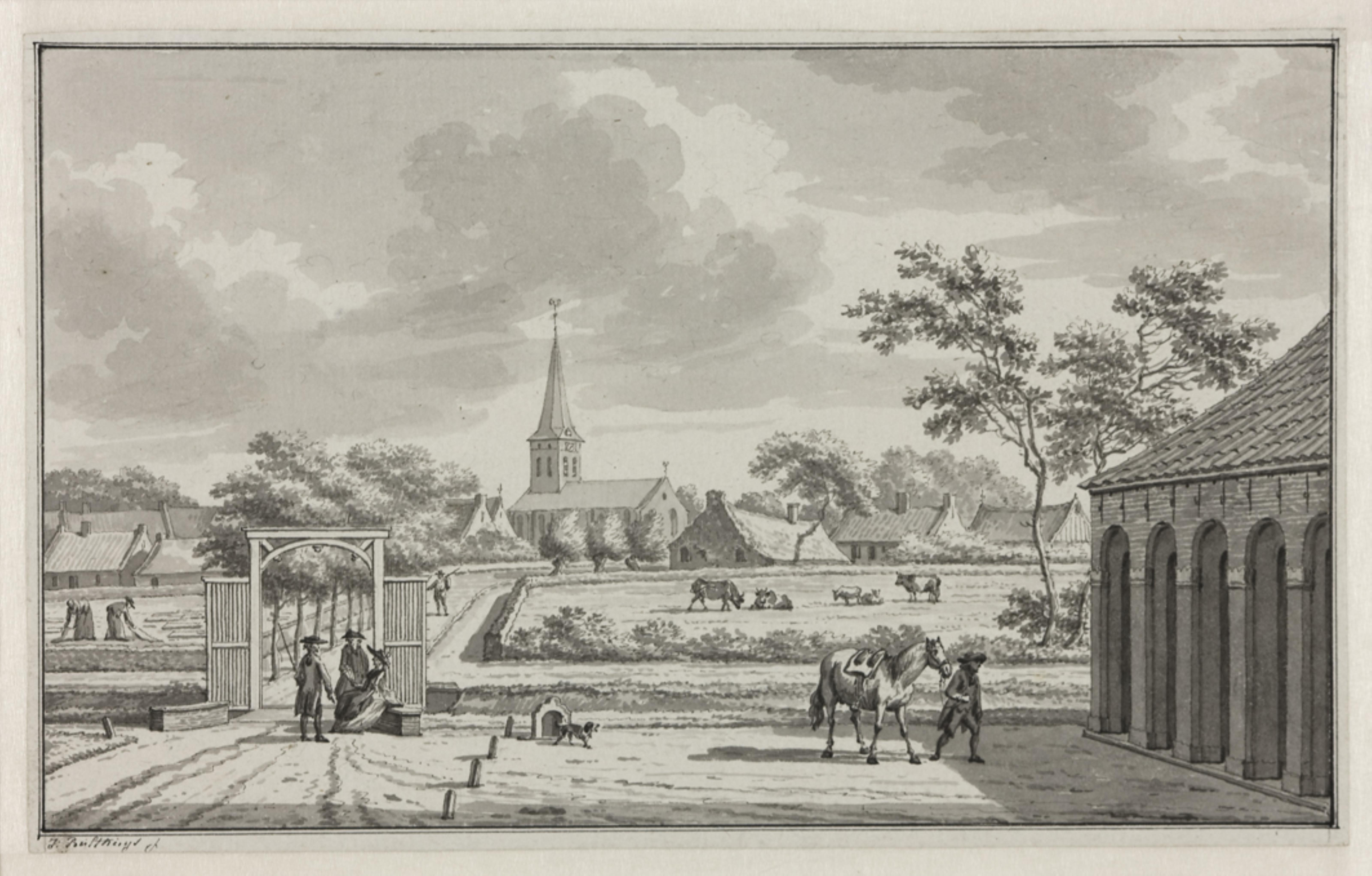
Ulrum en de hervormde kerk gezien vanaf Asinga, door Jan Bulthuis (1772)

Na de dood van Abel bleef Elisabeth waarschijnlijk met haar kinderen op Asinga wonen. Zo konden Evert Lewe en Haro Caspar von Inn- und Kniphausen, man van Anna Lewe, tegelijkertijd op Asinga compareren. Evert overleed kinderloos in 1685 waarmee Asinga ook verviel aan zijn zus Anna en haar man. Anna overleed in 1686 en haar man 1694. Daarmee werd hun zoon Hendrik Ferdinand eigenaar van de borg. Hij was getrouwd met Aurelia Jarges. Zij had in 1693 de borg Sassema te Baflo geërfd en de borg Meyma te Rasquert volgde in 1705. Ook kocht Von Inn- und Kniphausen de borg Beusum bij Vierhuizen. Sassema en Beusum werden spoedig afgebroken, al bleven de bijbehorende rechten aan Asinga behoren. Aurelia overleed in 1702 en Hendrik Ferdinand in 1716. Hun zoon Schelto Jan overleed eveneens in 1716 en zijn vrouw Charlotta Maurica van In- en Kniphuisen van de borg Nienoord in 1717. Met alle sterftegevallen ontstonden er geschillen over de erfenis. Na de dood van een andere zoon Johan Carel Ferdinand in 1737 kwamen de erfgenamen tot een schikking in 1738. Asinga verviel aan Haro Caspar van In- en Kniphuisen en Joost Lewe van Mathenesse, namens zijn kinderen met zijn inmiddels overleden vrouw Anna van In- en Kniphuisen. 
Definitief uitsluitsel kwam er echter in 1760 toen de borg in het bezit kwam van Ferdinand Folef van In- en Kniphuisen, een zoon van Haro Caspar. Ferdinand trouwde met Clara de Hertoghe van Feringa en na haar dood in 1666 hertrouwde hij met Anna Maria Graafland, dochter van de Amsterdamse burgemeester J(o)an Graafland. In 1768 erfde Ferdinand Folef ook de borg Nienoord. In de tuin van Asinga liet hij een Chinese tent oprichten. Volgens Teenstra had hij een bourgondische levensstijl en gaf hij veel geld uit. Ook had hij financiële contacten met Mayer Amschel Rothschild. Van In- en Kniphuisen maakte in 1795 een einde aan zijn leven. Met de revolutie van 1795 verdwenen alle (voor)rechten die de adel verworven had, zo ook te Ulrum. Anna Maria heeft nog geprotesteerd tegen deze onteigening, maar ze overleed ten tijde van de procedures in 1803. Asinga kwam na haar dood in het bezit van hun oudste zoon Jan Carel Ferdinand en Nienoord kwam in het bezit van de jongste zoon Haro Caspar. Nienoord werd gedeeltelijk afgebroken in 1802. Asinga werd in 1809 in Hotel De Doelen te Groningen publiekelijk en op afbraak verkocht. Koper werd Jan Andries uit Kollum voor ƒ 6001. Het vrijgekomen materiaal werd gebruikt voor het aanleggen van dijken van de Nieuwe Ruigezandsterpolder tussen Zoutkamp en Lauwerzijl. Eveneens werden de herenbanken, grafkelder, rechten en heerlijkheden verkocht. Wel staan de namen van Jan Carel Ferdinand en zijn vrouw Magdalena Dorothea Lewe van Aduard nog op het orgel van de kerk van Ulrum uit 1806. Van In- en Kniphuisen overleed in 1842 als kolonel op non-actief in de stad Groningen. Zijn erfenis bedroeg slechts ƒ 643,66.

## Ligging
Ulrum is gelegen op twee wierden op een oude kwelderwal. De kerk van Ulrum bevindt zich op de ene wierde en Asinga bevond zich op de andere. De borg stond  ten zuidoosten van de dorpskern, vlak bij de trekvaart van Ulrum naar 't Stort (het latere Hunsingokanaal). De borgstee was noordwestelijk-zuidoostelijk georiënteerd en mat zo'n 200 bij 125 meter. De borg zelf bevond zich op een omgracht perceel van zo'n 20 bij 30 meter. Ten noordwesten van de borg stond het schathuis en ten zuidoosten van de borg waren appelhoven.

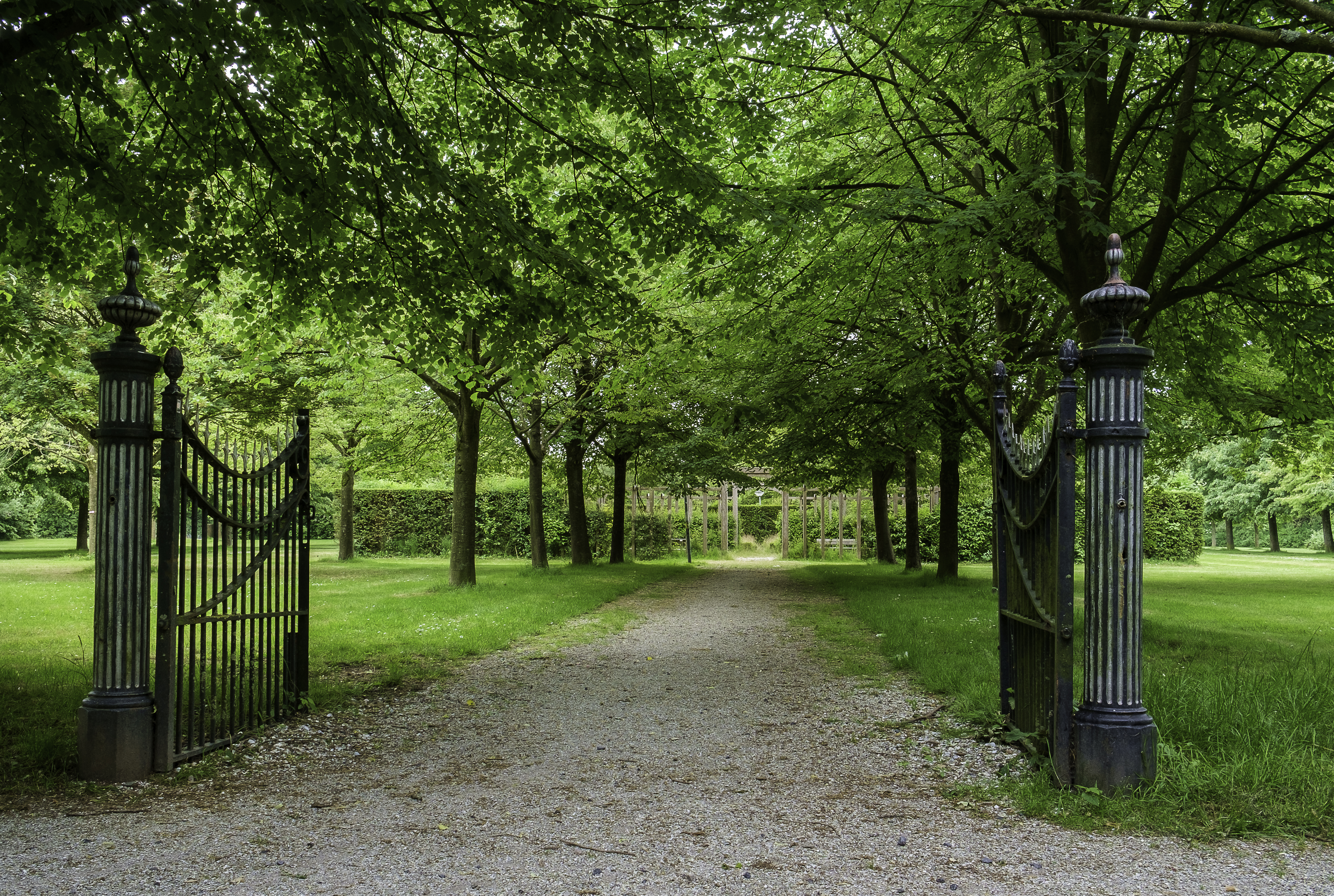
Toegang tot de voormalige borgstee in het Asingapark

## Huidige situatie
Rond de borg werd tussen 1985 en 1987 het Asingapark aangelegd naar ontwerp van de Ulrumer tuinarchitect Roelf Jacob Reukema, waarbinnen het voormalige borgterrein centraal staat. Het park wordt ingesloten door de Borgweg, Singel en Trekweg. De gracht rond de vroegere borg is niet opnieuw uitgegraven, maar de grond is wel uitgediept. Verder is een deel van de buitengracht van het terrein weer aangelegd die uitmondt in een vijver. In 1982 werd op het oude borgterrein de Christelijke basisschool 'H. de Cockschool' geopend, vernoemd naar Hendrik de Cock, predikant te Ulrum en medeaanjager van de afscheiding van de gereformeerde kerk. Tegenwoordig oogt het park enigszins verwaarloosd.